# Spondiloartropatija
Spondiloartropatija je naziv za različite bolesti koje zahvaćaju zglobove kralježnice. Razlikuje se od spondilopatija, što je naziv za bolesti samih kralježaka. Mnoge bolesti obje skupine zahvaćaju i zglobove kralježnice i same kralješke.
Spondiloartropatija s prisutnom upalom naziva se spondiloartritis. U svakodnevnoj upotrebi, te u užem smislu, termin spondiloartropatija se odnosi na posebnu skupinu seronegativne spondiloartropatije (nazivaju se seronegativne zato što je u tim stanjima vrijednost reumatskog faktora u krvi unutar referentnih vrijednosti), čime se razlikuju od reumatoidnog artritisa, a u tu skupinu ne ubraja se niti degenerativni artritis, tj. osteoartritis.
Spondiloartropatije povezuje zajednička genetika (često oboljeli imaju humani leukocitni antigen [HLA] klase-I gen HLA-B27) i zajednička patologija (entezitis). Spondiloartropatije mogu uz zglobove kralježnice, zahvaćati i ostale zglobove u tijelu, a osim zglobova i tetiva, mogu zahvaćati i ostale organe kao što su npr. koža, sluznice, dijelovi oka.  
Seronegativne spondiloartropatije (ili seronegativni spondiloartritisi):
- ankilozirajući spondilitis
- reaktivni artritis
- psorijatični artritis
- enteropatski spondilitis ili spondiloartropatija povezana s upalnim bolestima crijeva
- nediferencirana spondiloartropatija
- neki autori u ovu skupinu bolesti ubrajaju i Behcetevu bolest i Whippleovu bolest